# خوان بابلو فارفان
خوان بابلو فارفان (بالإسبانية: Juan Pablo Farfán)‏ هو لاعب كرة قدم وحكم كرة قدم ومدرب كرة قدم بيروفي، ولد في 2 فبراير 1985 في ليما في بيرو. لعب مع ديبورتيس أنتوفاغاستا.

## وصلات خارجية
- خوان بابلو فارفان على موقع قاعدة بيانات كرة القدم.إي يو (الإنجليزية)
- خوان بابلو فارفان على موقع Soccerway.com (الإنجليزية)